# L'albero (film 2024)
L'albero è un film drammatico del 2024 scritto e diretto da Sara Petraglia, al suo esordio alla regia.

## Trama
Bianca ha 23 anni e vive in un appartamento nel quartiere Pigneto di Roma con Angelica. Insieme conducono una vita di serate e abuso di sostanze. Le conseguenze della dipendenza da cocaina le porterà ad una dolorosa presa di coscienza. 

## Distribuzione
Dopo essere stato presentato in anteprima mondiale il 22 ottobre 2024 alla Festa del Cinema di Roma nella sezione " Concorso Progressive Cinema - Visioni per il mondo di domani", e dopo aver vinto il Premio AFC "Carlo Delle Piane" per la Miglior Sceneggiatura al Sudestival di Monopoli, il film è stato distribuito nelle sale italiane a partire dal 20 marzo 2025.